# Skärsjön (Sävsjö)
Der Skärsjön ist ein See in der schwedischen Gemeinde Sävsjö.
Der See liegt südöstlich von Sävsjö und ist rund 900 Meter lang, bei einer Breite von ungefähr 200 Metern. Westlich des von Südwesten nach Nordosten langgestreckten Sees verläuft die Straße von Hultsjö nach Skepperstad. Südlich des Sees liegt das kleine Dorf Skärsjö. An der Nordspitze des Skärsjön befindet sich eine öffentliche Badeanstalt.